# 2473 Heyerdahl
A 2473 Heyerdahl (ideiglenes jelöléssel 1977 RX7) a Naprendszer kisbolygóövében található aszteroida. Nyikolaj Sztyepanovics Csernih fedezte fel 1977. szeptember 12-én.
Nevét Thor Heyerdahl (1914. október 6. – 2002. április 18.) norvég utazóról kapta, aki Kon-Tiki expedíciójával lett híres, melynek során egy tutajjal 8000 kilométert vitorlázott Dél-Amerikából a Tuamotu-szigetekre.